# Mario Bertok
Mario Bertok (Zagreb, 2. rujna 1929. – Zagreb, 20. kolovoza 2008.) bio hrvatski šahovski međunarodni majstor, trostruki prvak Hrvatske.
Naslov majstora osvojio na turniru u Mariboru, a naslov međunarodnog majstora FIDE mu priznaje 1957. U finalu prvenstva države igrao 15 puta. Igrao na zonskom turniru u Budimpešti 1960. (osvojio 2. – 5. mjesto) i međuzonskom turniru u Stockholmu 1962. Najbolji turnirski rejting 2659 imao je 1960. na prvenstvu Jugoslavije, a s rejtingom 2601 zauzeo je 55. mjesto svjetske ljestvice 1960. godine. Na prvenstvu Jugoslavije 1960. bio je drugi čime je izborio nastup na Zonskom turniru za prvenstvo svijeta. Zatim je u Budimpešti osvojio diobu 2. – 5. mjesta, čime je izborio Međuzonski turnir u Stockholmu 1962., gdje je u među 23 najbolja svjetska igrača osvojio 17. mjesto. I u poznim godinama ostvario je vrhunske rezultate. Igrajući za Zrinjevac u prvoj ligi 2001. godine ostvario je drugi rezultat na šestoj ploči osvojivši 5 bodova iz 9 partija. Zadnji put je na prvoligaškom natjecanju natjecao se 2004. godine.
Rezultati na pojedinačnim prvenstvima Hrvatske:
- 1. mjesto - 1956.
- 2. – 3. mjesto - 1963.
- 1. mjesto - 1964.
- 3. mjesto - 1968.

Rezultati na međunarodnim turnirima:
- 2. – 3. mjesto - Bratislava 1957.
- 1. – 2. mjesto - Portorož 1958.
- 2. mjesto - Krakov 1959.
- 2. – 4. mjesto - IBM Amsterdam 1963.
- 1. – 4. mjesto - Reggio Emilia 1965.

Nastupio na 14. Šahovskoj olimpijadi u Leipzigu 1960. gdje je osvojio brončanu medalju (4.ploča: +5 =5 -3 / 57,7%). Dugi niz godina uređivao šahovsku rubriku u Sportskim novostima. Bio je istaknuti član najstarijeg hrvatskog šahovskog kluba „PTT Zagreb“, a igrao je i u „Mladosti“ i “Zrinjevcu“. Bio je izbornik hrvatskih šahista 1998. i 1999. godine. 
Bio je suprug Semke Sokolović. Tragično preminuo utopivši se na Jarunu.

## Vanjske povzenice
- Neovisni javni šahovski portal[neaktivna poveznica] Umro međunarodni šahovski majstor Mario Bertok